# 焦媛
焦媛（英語：Perry Chiu Woon，1976年4月2日—），原名焦繼春，香港著名舞台劇演員，曾參演多齣電視劇和電影。2005年創立屬於自己的劇團「焦媛實驗劇團」，並出任藝術總監。舞臺劇代表作為《蝴蝶春情》、《誘心人》、《陰道獨白》及《金鎖記》。

## 背景

### 早年生活
焦媛原名焦繼春，名字寓意踏著春天而來，生於北京，家有一名胞姊，早年在河北省保定市生活，交由外婆照顧。小時候已嶄露唱歌和跳舞天份，父親是戲劇藝術家，母親是芭蕾舞家。焦媛在港生活時於慈英幼稚園、紅磡官立小學、旅港開平商會中學以及基督教香港信義會心誠中學完成幼稚園至中學預科課程。
焦媛於1992年通過香港中學會考升讀中六，是心誠中學的首屆預科畢業生。當時，她因為不想太早投身社會，所以決定升讀預科，最後在同班同學鼓勵下嘗試在1993年中六畢業後報考香港演藝學院。其對演戲方面的興趣與父母薰陶和參加中學時的戲劇活動有關，在校時也參加過多次歌唱比賽。
1998年，焦媛修畢香港演藝學院戲劇學院藝術（榮譽）學士課程，後被相中憑音樂劇《少女夢》及《原野》兩奪校內傑出女演員獎，又以《少女夢》、《蝴蝶春情》兩獲香港舞臺劇獎提名最佳女主角。舞臺演出包括音樂劇《仙樂飄飄處處聞》、《南海十三郎》、《窈窕淑女》、《五個相撲的少年》、《人間有情》、《劍雪浮生》、《聊齋新誌》、《阮玲玉》和舞蹈節目《極樂迷場》等。

### 事業發展
焦媛在退出「香港話劇團」後轉投「春天實驗劇團」，拍攝著名百老匯名劇《蝴蝶春情》，於澳門、新加坡及中國大陸多地作巡迴公演，演出總場數158場，打破香港製作舞臺劇最高演出場次歷史記錄。焦媛也因此戲稱為是首位進軍長安大戲院及保利劇院的香港演員，獲極高評價。2004年9月獲河北保定戲劇家協會特授「藝術成就獎」，以表揚她在演藝事業的卓著成績，同年獲頒「香港舞臺劇界專業精神獎」。
2003年，為了追求更大的自由度去籌備自己希望演出的劇目而不需要受制於其他劇團安排，於是成立「焦媛實驗劇團」，製作及演出《赤之禁室》、《赤室解禁》、《開心鬼》、《馬路天使》等。

### 演藝成就
焦媛分別於1997年及2000年以《少女夢》、《蝴蝶春情》兩獲香港舞臺劇獎提名最佳女主角。在2006年中主演大型音樂劇《天之驕子》，同年獲香港話劇團特邀演出普通話組《德齡與慈禧》，主演德齡郡主，獲激節讚賞。同年憑《誘心人》「Alice」一角榮獲香港舞臺劇獎最佳女配角獎項。
2007年三度公演、由焦媛實驗劇團製作及演出名劇《陰道獨白The Vagina Monologues》（前名：《VV勿語》）是她演藝事業的又一高峰。同年，她亦曾獲澳門文化中心及戲劇農莊之邀請，演出《海角紅樓》，擔演雪裡紅一角。之後的《窺心事》（翻譯自What the Butler Saw）、《心太野》是焦媛當年幾個風格各異又大獲好評的舞臺演出作品。而她於2008年演出原創音樂劇《心太野》及《白毛女》。同年改編葛蘭經典電影《野玫瑰之戀》，並大獲好評。
2009年，焦媛首次與許鞍華合作，改編張愛玲其中一篇最著名的中篇小說《金鎖記》。此劇廣受大眾歡迎，首演場場爆滿，更旋即得到內地劇壇關注，力邀此劇前往內地作首次巡迴演出，地點包括珠海、上海、廣州和深圳。是次演出得到廣泛關注，無論媒體或觀眾對焦媛的演出及其跨界別的合作均一致讚好。此劇更為她帶來另一次香港舞臺劇奬最佳女主角的提名，成為她事業上另一高峰。同年另一極受注目的演出為音樂劇《容易受傷的女人》。
2010年她主演由沙葉新創作、極富爭議性的作品《江青和她的丈夫們》。她的最新演出為《情場如戰場》。

## 演出作品

### 舞台劇
- 《少女夢》
- 《原野》
- 《仙樂飄飄處處聞》
- 《南海十三郎》
- 《窈窕淑女》
- 《五個相撲的少年》
- 《人間有情》
- 《劍雪浮生》
- 《愛情敏感地帶》
- 《聊齋新誌》
- 《阮玲玉》
- 《100%激流女情》
- 1999-2004年：《蝴蝶春情》（翻譯自Butterflies Are Free；中國內地譯《蝴蝶是自由的》）
- 2003年：《赤之禁室》（同年到新加坡演出）
- 2004年：《印象．蘇絲黃》（首演及重演）
- 2005年：《印象．蘇絲黃》（上海演出）
- 2005年：《愛上劉三姐》
- 2005年：《蜘蛛女之吻》（焦媛實驗劇團）
- 2006年：《誘心人》（翻譯自Closer；焦媛實驗劇團）（首演及重演）（同年到新加坡演出）
- 2006年：《天之驕子》
- 2006年：《德齡與慈禧》(普通話版)
- 2007年：《陰道獨白》（The Vagina Monologues；原譯《VV勿語》；焦媛實驗劇團）（三度公演）
- 2007年：《紅樓夢》
- 2007年：《窺心事》（What the Butler Saw；焦媛實驗劇團）
- 2007年：《海角紅樓》
- 2008年：《心太野》（焦媛實驗劇團）
- 2008年：《白毛女》（焦媛實驗劇團）
- 2008年：《陰道獨白》（The Vagina Monologues；原譯《VV勿語》；焦媛實驗劇團）（新加坡演出）
- 2008-2009年：《野玫瑰之戀》（焦媛實驗劇團）（三度公演）
- 2009年：《野玫瑰之戀》（焦媛實驗劇團）（新加坡演出）
- 2009年：《金鎖記》（焦媛實驗劇團）（同年到上海、廣州、深圳演出）
- 2009年：《容易受傷的女人》（焦媛實驗劇團）（首演及重演）（同年到廣州、佛山演出）
- 2009年：《語無「麟」次》（焦媛實驗劇團）
- 2010年：《江青和他的丈夫們》（焦媛實驗劇團）
- 2010年：《容易受傷的女人》 （焦媛實驗劇團）（重演）（同年到加拿大溫哥華、多倫多及澳門演出）
- 2010年： 《金鎖記》 （焦媛實驗劇團）（兩度重演）
- 2010年：《紫．迷．藤》（騎士創作）
- 2010年：《寒江釣雪》（春天戲曲發展）
- 2010年：《情場如戰場》（焦媛實驗劇團）
- 2011年：《我的快樂時代》（焦媛實驗劇團）－ 焦媛導演 （兩度重演）
- 2011年：《女上男下》（焦媛實驗劇團）
- 2011年：《六月新娘》（焦媛實驗劇團）（同年在深圳演出）
- 2011年：《中女解毒》（焦媛實驗劇團）
- 2011年：《金鎖記》（焦媛實驗劇團）（中山、廣州、佛山、北京、上海、深圳演出）
- 2012年：《飢餓藝術家》（焦媛實驗劇團）
- 2012年：《江青和她的丈夫們》（焦媛實驗劇團）（重演）（同年到加拿大溫哥華演出）
- 2012年：《六月新娘》 （焦媛實驗劇團）（加拿大溫哥華，卡加利演出）（廣州、中山、湖南、上海、徐州演出）
- 2012年：《蝴蝶是自由的》（焦媛實驗劇團）（廣州、海口、珠海、上海演出）
- 2012年：《掌聲響起》（焦媛實驗劇團）（同年在新加坡演出）
- 2012年：《中女解毒 II － 戀戰中男海》（焦媛實驗劇團）
- 2012年：《愛可以多狗》
- 2012年：《筷子姊妹》（焦媛實驗劇團）
- 2012年：《彩色青春A-GO-GO》﹙春天實驗劇團﹚
- 2013年：《Mr. 𡃁模》（焦媛實驗劇團）
- 2013年：《我的快樂時代》（焦媛實驗劇團）－ 焦媛導演 （重演）
- 2013年：《陰道獨白》（小團圓版）（The Vagina Monologues 原譯《VV勿語》－ 焦媛實驗劇團）
- 2013年：《誘心人》（翻譯自Closer － 焦媛實驗劇團）
- 2013年：《鄧麗君》（焦媛實驗劇團）
- 2014年：《金鎖記》（焦媛實驗劇團）（重演）
- 2014年：《南海十三郎》
- 2014年：《馬克白夫人》（焦媛實驗劇團）
- 2014年：《語無倫次》（焦媛實驗劇團）（重演）（同年到吉隆坡演出）
- 2014年：《赤室解禁》（焦媛實驗劇團）（重演）（同年到加拿大溫哥華演出）
- 2014年：《野玫瑰之戀》（焦媛實驗劇團）（重演）
- 2014年：《臻愛》（焦媛實驗劇團）－ 焦媛導演 （廣州演出）
- 2014年：《慾望號街車》 （翻譯自 A Streetcar Named Desire - 焦媛實驗劇團）
- 2014年： 《鄧麗君》（焦媛實驗劇團）（馬來西亞雲頂演出）
- 2015年：《鄧麗君》（焦媛實驗劇團）（重演）
- 2015年：《高帽奇緣》（焦媛實驗劇團）
- 2015年：《野玫瑰之戀》（焦媛實驗劇團）
- 2018年：《晚安, 媽媽》（焦媛實驗劇團）（重演）
- 2019年：《金鎖記》（焦媛實驗劇團）（超過100場重演）
- 2019年：《色戒》（焦媛實驗劇團）
- 2021年：《大月薰與孫中山》（春天實驗劇團&焦媛實驗劇團）

### 電視劇
- 2002年：伴我同行 飾 聶小瓊 （亞洲電視）
- 2003年：花田囍事 飾 聶小嬋 （亞洲電視）
- 2003年：生命天使 (春天電視製作公司)
- 飛上枝頭變鳳凰（電視電影）

### 電影
- 愛情敏感地帶
- 地久天長
- 浪漫春情

### 微電影
- 臻愛383

## 外部連結
- 焦媛實驗劇團 （页面存档备份，存于）
- 《香港中國通訊社》﹣焦媛：不畏性感、崇尚真實 （页面存档备份，存于）
- 焦媛Facebook專頁